# Charbonnières-les-Bains
Charbonnières-les-Bains település Franciaországban, Métropole de Lyon különleges státuszú nagyvárosban (métropole: nagyjából „megyei jogú város”). Lakosainak száma 5272 fő (2022. január 1.). Charbonnières-les-Bains Dardilly, Tassin-la-Demi-Lune, Écully és Marcy-l’Étoile községekkel határos.

## Népesség
A település népességének változása:
| Lakosok száma | 4919 | 5003 | 5176 | 5067 | 5119 | 5170 | 5237 | 5311 | 5272 |
|               | 2013 | 2015 | 2016 | 2017 | 2018 | 2019 | 2020 | 2021 | 2022 |